# Томонага Сін'ітіро
Сін'їтіро́ Томона́ґа (яп. 朝永 振一郎,, ともなが しんいちろう, Томонаґа Шін'їчіро̄) (31 березня 1906 — 8 липня 1979) — японський фізик, лауреат Нобелівської премії з фізики 1965 року «За фундаментальні роботи із квантової електродинаміки, що мали глибокі наслідки для фізики елементарних частинок» спільно із Джуліаном Швінгером і Річард Фейнманом.
Томонага одружився в 1940 році з Рьоко Секіґучі. У них було двоє синів і одна дочка. У 1952 році він був нагороджений орденом Культури, а в 1976 році — орденом Вранішнього Сонця.